# Mille passi
Mille passi è un singolo della cantante italiana Chiara, pubblicato il 29 marzo 2013 come secondo estratto dal primo album in studio Un posto nel mondo.

## Descrizione
Il brano ha visto la partecipazione vocale di Fiorella Mannoia ed è l'adattamento italiano di Mil pasos di Soha, con testo composto da François Welgryn e musiche di Antoine Essertier e Hamama Chohra. Il testo parla di un rapporto che si rompe, di due strade che si dividono e di una voglia di ricomporre tutti i pezzi, una voglia che non verrà mai placata. Al riguardo, Chiara ha dichiarato:

## Video musicale
Il videoclip, diretto da Gaetano Morbioli e prodotto dalla Run Multimedia, è stato pubblicato in anteprima su Sky Uno il 30 aprile 2013 restandoci fino al 2 maggio. È entrato in rotazione nazionale il successivo 3 maggio. Il video vede come protagoniste sia Chiara che Fiorella Mannoia.

## Formazione
- Chiara, Fiorella Mannoia – voce
- Davide Aru – chitarra
- Luca Visigalli – basso
- Matteo Di Francesco – batteria
- Carlo Di Francesco – percussioni
- Marcello Sirignano – arrangiamento archi
- Prisca Amori, Mario Gentili, Giuseppe Tortora – strumenti ad arco

## Classifiche
| Classifica (2013)         | Posizione massima |
| ------------------------- | ----------------- |
| Italia                    | 28                |
| Italia (airplay italiana) | 15                |